# Phippsia
Phippsia es un género de plantas herbáceas de la familia de las poáceas. Tiene 48 especies descritas y solo 3 aceptadas. Se distribuye por las regiones templadas del Hemisferio Norte.

## Descripción
Es una planta herbácea sin rizoma que alcanza hasta 25 cm de altura. Tiene las inflorescencias en panículas. 

## Taxonomía
El género fue descrito por Robert Brown y publicado en Chloris Melvilliana 27. 1823. La especie tipo es: Phippsia algida (Sol.) R.Br.	
Etimología
El nombre del género fue otorgado en honor de Constantine John Phipps, explorador y botánico inglés.

## Especies
- Phippsia algida (Sol.) R.Br.
- Phippsia concinna (Fr.) Lindeb.
- Phippsia wilczekii Hack.